# Холи Стивенс
Холи Стивенс (енгл. Hollie Stevens; Канзас Сити, 4. јануар 1982 — Сан Франциско, 3. јула 2012) била је америчка порнографска глумица, модел и писац.

## Каријера
Холи је дебитовала као играчица 2000. године. Док је своју каријеру у порно-индустрији започела 2003. године и наступила у више од 180 порно-филмова. Такође је била писац и модел за часопис Girls and Corpses. Преминула је од рака 3. јула 2012. године у Сан Франциску.

## Награде и номинације
- 2004: АВН награда победница – Best All-Girl Sex Scene, Video - The Violation of Jessica Darlin[8]
- 2004: АВН номинација – Best Group Sex Scene, Video - The Bachelor[9]